# Чапе, Янина
Янина Чапе (Janaina Tschäpe, 1973, Мюнхен, Германия, живёт и работает в Бруклине, Нью-Йорк) — современная художница, фотограф.

## Образование
- 1994 Artists in Residence Program, Museu de Arte Moderna, Бразилия
- 1992 - 1998 Fine Arts Studies, Hochchule fur Bilende Kuenste, Гамбург, Германия
- 1997 - 1998 M.F.A. School of Visual Arts, Нью-Йорк, США

## Биография
Янина Чапе родилась в Мюнхене, Германия, в 1973, но провела большую часть детства в Сан-Пауло, Бразилия, на родине своей матери. В 1992 она переехала в Гамбург, где изучала изобразительное искусство в Hochschule für Bildende Küste. В последнее время художница живёт в Нью-Йорке.

## Творчество
Янина Чапе стала известна благодаря видео и фотографическим работам, на которых она часто появлялась в фантастических биоморфных костюмах. Сделанные из ткани, силикона, надувных шаров, они напоминают органические скульптуры Эрнесту Нету. В последние годы художница вернулась к живописи и графике. Её орнаментальные (преимущественно большого формата) композиции с флористическими мотивами сочетают мифологию с визуальным языком абстрактной живописи.

## Персональные выставки
| - 2008 Carlier Gebauer, Берлин - 2008 MoCA Tucson, Тусон - 2008 Chimera, IMMA, Дублин - 2008 Catherine Bastide, Брюссель - 2008 Nichido Contemporary, Токио - 2007 Sikkema Jenkins & Co., Нью-Йорк - 2007 Janaina Tschape: Fairy Tale; Contemporary Art and Enchantment, The New Art Gallery, Уолсолл - 2006 Melantropics, Contemporary Art Museum Сент-Луис - 2006 Janaina Tschäpe, Tokyo Wonder Site, Токио - 2006 Janaina Tschäpe, Artium, Фукуока - 2006 Camaleoas, Z Platz Фукуока - 2006 Janaina Tschäpe, Galeria Fortes Vilaça, Сан-Пауло - 2006 Paço das Artes, Сан-Пауло - 2006 Janaina Tschape: Botanica, Contemporary Museum of Art, Сент-Луис - 2006 Melantropics, Contemporary Art Museum Сент-Луис - 2005 Lacrimacorpus, Nichido Contemporary, Токио - 2005 Blood, Sea – Galerie Catherine Bastide | - 2005 Carlier Gebauer, Берлин - 2005 Blood, Sea – Espaço Maria Bonita, Сан-Пауло - 2005 Janiana Tschape – University of Buffalo Art Gallery, Буффало - 2004 Lacrimacorpus, ACC Weimar, Weimar, Германия - 2004 Blood, Sea – University of South Florida Contemporary Art Museum, Тампа - 2004 The Sea and The Mountain – Brent Sikkema, NYC - 2004 Janaina Tschape, Prospectif Cinéma, Beaubourg Museum, Centre Pompidou, Париж - 2003 Agua Viva - Nichido Contemporary Art, Токио - 2003 After the Rain - Catherine Bastide, Брюссель - 2003 Chassé-Croisé – Janaina Tschape and François Curlet, Centre d’Art a Albi, Toulouse, Франция - 2003 Strange and Beautifull – Janaina Tschape and Mariele Neudecker – Sketch Gallery, Лондон - 2003 After the Rain - Galeria Fortes Vilaça, Сан-Пауло - 2003 The Moat and the Moon – Images Au Centre, Le Chateau d"Azay-le-Rideau, Франция | - 2002 Exercises – Carlier Gebauer, Берлин - 2002 Dream Sequences - Art Concept, Париж - 2002 Sala de Espera - Paço das Artes, Сан-Пауло - 2002 Janaina Tschape - Frac Champagne-Ardennes, Reims, Франция - 2001 Sala de Espera - Museo Nacional Centro de Arte Reina Sofia, Мадрид - 2001 Anatomy - Galeria Camargo Vilaça, Сан-Пауло - 2001 He Drowned in Her Eyes as She Called Him to Follow, Catherine Bastide, Брюссель - 2000 He Drowned in Her Eyes as She Called Him to Follow, Artforum Berlin, Clinica Aesthetica, Берлин - 1999 Entering The Space That Produces Liquid, Jensen Gallerie, Гамбург - 1998 Entering The Space That Produces Liquid, Clinica Aesthetica, Нью-Йорк - 1997 A Viagem - Centro Cultural Ricoleta, Буэнос Айрес - 1996 Untitled - Galeria Espaço Cultural Sergio Porto, Рио-де-Жанейро |

## Публичные коллекции
- 21st Century Museum of Contemporary of Art, Kanazawa
- Banco Espirito Santo, Lisbon
- Beaubourg, The Pompidou Center, Paris
- Coleção Gilberto Chateaubriand, MAM Museu de Arte Moderna da Bahia, Rio de Janeiro
- Collection Museu Nacional Centro de Arte Reina Sophia, Spain
- Caisse des Dépots et Consignations, Paris
- Clifford Chance, US LLP, New York
- Fondation la Maison Rouge, Paris
- Fondation Antoine de Galbert, Paris
- Guggenheim Museum, New York
- Images au Centre Collection, Paris
- Instituto Itaú, São Paulo
- Frac Champagne Ardennes, Reims
- Fondation Belgacom, Brussels
- MAM Museu de Arte Moderna da Bahia, Salvador
- Moderna Museet, Stokholm
- Mudam Musée d'Art Moderne Grand Duc Jean, Luxembourg
- Progressive Corporation, Ohio
- SMAK, Stedelijk Museum voor actuele kunst, Gent
- Tokyo Roki Co. Ltd,.
- USF Contemporary Art Museum, Tampa